# NGC 735
NGC 735 је спирална галаксија у сазвежђу Троугао која се налази на NGC листи објеката дубоког неба.
Деклинација објекта је + 34° 10' 39" а ректасцензија 1h 56m 38,2s. Привидна величина (магнитуда) објекта NGC 735 износи 13,3 а фотографска магнитуда 14,1. Налази се на удаљености од 65,517 милиона парсека од Сунца. NGC 735 је још познат и под ознакама UGC 1411, MCG 6-5-58, CGCG 522-78, 5ZW 146, PGC 7282.